# Novelbright
Novelbright（ノーベルブライト）は、日本の5人組ロックバンド。所属事務所はゼスト。レコード会社はユニバーサルミュージック、レーベルはユニバーサルシグマ。略称は「ノーベル」、「ノーブラ」。ファンの総称は「Lighter」。公式ファンクラブは「NOVELCITY」。

## 来歴
2013年9月13日に竹中を中心に結成。山田と沖が曲の原型を考え、竹中がメロディーと歌詞をのせるという作曲スタイルを取っており、
バンド名は“新たな輝き”という意味を持ち、「新しい光になれたらいいな」という想いが込められている。
2016年7月9日にオリジナルメンバーのキム兄とTakuyaが脱退し、半年間活動休止となる。活動休止後の2017年1月にメンバーとして山田、沖、ねぎが加入し、1月27日に竹中、勇太朗も含めた5人で、初ライブを行う。2018年10月に初の全国流通盤となるミニ・アルバム『SKYWALK』をリリース。12月5日に開催されたライブを以て勇太朗が脱退。2019年1月27日に圭吾が加入し、現体制となる。7月に全国で敢行された路上ライブツアー「崖っぷちどチクショー路上ライブTOURー〜アコースティック CD リリースツアー〜」の模様が、TwitterやTikTokなどで拡散され、楽曲が各ストリーミングチャートの上位にランクインするなど話題となった。7月5日に『AcoBright1』、9月4日に2ndミニ・アルバム『「EN.」』リリース。
2020年には、前述の『SKYWALK』に収録の「Walking with you」が、インディーズアーティスト史上初のシルバー認定（30,000,000ストリーム）となる。3月16日に公式ファンクラブ「NOVELCITY」がオープン。5月27日に全国流通初のフルアルバム『WONDERLAND』をリリース。8月17日に大阪城ホールで開催された配信ライブ「バーチャルブライト SPECIAL at 大阪城ホール〜バンド史上最強の発表あります無料です〜」を開催、同日配信の新曲「Sunny drop」で、ユニバーサルミュージック内のユニバーサルシグマからメジャーデビューを発表。そして2021年7月11日にNovelbright初のアリーナワンマンライブを大阪城ホールにて開催することを発表した。9月30日、テレ東音楽祭出演後に新曲「あなたを求めただけなのに」がテレビ東京系ドラマ『共演NG』の主題歌に起用されたことを発表した。11月12日から、ニッポン放送にてバンド初のラジオレギュラー番組が放送開始された。
2021年4月28日にメジャーデビュー後初となるフルアルバム『開幕宣言』をリリース。2022年6月23日・24日には、Novelbrightにとって目標だった日本武道館でのワンマンライブを2Days開催した。同年大みそかには、ももいろ歌合戦（BS日テレ・ニッポン放送・ABEMAなどが生中継）へ初出場。

## メンバー
| 名前                            | 担当               | 備考 |
| ------------------------------- | ------------------ | --- |
| 竹中 雄大 （たけなか ゆうだい） | ボーカル           | - 生年月日:1995年11月10日（29歳） - 兵庫県姫路市出身。 - 結成当初よりオリジナルメンバー。 - 楽曲の作詞作曲を担当。 - 口笛の世界大会で二度の優勝経験がある。 |
| 山田 海斗 （やまだ かいと）     | ギター             | - 生年月日:1993年8月9日（32歳） - 大阪府出身。 - バンドのリーダーを担当している。 - 2017年1月に加入。 - 楽曲の作詞作曲を担当。                              |
| 沖 聡次郎 （おき そうじろう）   | ギター、キーボード | - 生年月日:1995年3月15日（30歳） - 大阪府出身。 - 2017年1月に加入。 - 楽曲の作詞作曲を担当。メインコンポーザー。                                            |
| ねぎ                            | ドラムス           | - 生年月日:1996年1月5日（29歳） - 兵庫県三田市出身。 - 2017年1月に加入。 - 2019年、ドラムメーカーNegiDrumsとエンドースメント契約を結んだ。                  |
| 圭吾 （けいご）                 | ベース             | - 生年月日:1996年1月4日（29歳） - 岐阜県出身。 - 2019年1月に加入。 - アパレルブランド「CHRONOIZM」の代表取締役でもあり、デザインとモデルを務めている。      |

| 名前                  | 担当     | 備考 |
| --------------------- | -------- | --- |
| キム兄 （きむにい）   | ギター   | - 生年月日:1994年4月4日（31歳） - 2016年7月9日に脱退。 |
| Takuya （たくや）     | ドラムス | - 兵庫県出身。 - キム兄と同様、2016年7月9日に脱退。 |
| 勇太朗 （ゆうたろう） | ベース   | - 生年月日:1994年4月8日（31歳） - 結成当時からのオリジナルメンバーだったが、2018年12月に脱退。 - 脱退前はバンドのリーダーだった。 - バンド結成初期の頃の名前はYuu。 |

## ディスコグラフィ

### シングル

#### CDシングル
|          | 発売日         | タイトル          | 規格 | 規格品番                                    | 収録作品         | 順位 | レーベル                        |
| -------- | -------------- | ----------------- | ---- | ------------------------------------------- | ---------------- | ---- | ------------------------------- |
| 1st      | 2021年11月24日 | seeker/ワンルーム | CD   | UMCK-5708（通常盤） UMCK-7148（初回限定盤） | 『Assort』       | 21位 | ユニバーサルシグマ （メジャー） |
| 2nd      | 2022年2月23日  | The Warrior       | CD   | UMCK-5711（通常盤） UMCK-7164（初回限定盤） | 『Assort』       | 18位 | ユニバーサルシグマ （メジャー） |
| 会場限定 | 2023年9月24日  | ODYSSEY           | CD   | PROS-5028                                   | 『CIRCUS』（#1） | -    | ユニバーサルシグマ （メジャー） |

#### 配信限定シングル
|      | 配信日         | タイトル                 | 規格                   | 規格品番  | 収録アルバム   | 備考                                     | レーベル                        |
| ---- | -------------- | ------------------------ | ---------------------- | --------- | -------------- | ---------------------------------------- | ------------------------------- |
| 1st  | 2017年8月16日  | Count on me              | デジタル・ダウンロード | NOBR-0005 | 『SKYWALK』    |                                          | インディーズ                    |
| 2nd  | 2020年1月5日   | ランナーズハイ           | デジタル・ダウンロード | -         | 『WONDERLAND』 |                                          | インディーズ                    |
| 3rd  | 2020年8月17日  | Sunny drop               | デジタル・ダウンロード | -         | 『開幕宣言』   |                                          | ユニバーサルシグマ （メジャー） |
| 4th  | 2020年10月23日 | bad guy                  | デジタル・ダウンロード | -         | 未収録         | ビリー・アイリッシュの楽曲のカバー。     | ユニバーサルシグマ （メジャー） |
| 5th  | 2020年11月18日 | あなたを求めただけなのに | デジタル・ダウンロード | -         | 『開幕宣言』   |                                          | ユニバーサルシグマ （メジャー） |
| 6th  | 2020年12月11日 | ツキミソウ               | デジタル・ダウンロード | -         | 『開幕宣言』   |                                          | ユニバーサルシグマ （メジャー） |
| 7th  | 2021年2月19日  | フェアリーテール         | デジタル・ダウンロード | -         | 『開幕宣言』   |                                          | ユニバーサルシグマ （メジャー） |
| 8th  | 2021年7月23日  | ライフスコール           | デジタル・ダウンロード | -         | 『Assort』     |                                          | ユニバーサルシグマ （メジャー） |
| 9th  | 2021年9月3日   | 優しさの剣               | デジタル・ダウンロード | -         | 『Assort』     |                                          | ユニバーサルシグマ （メジャー） |
| 10th | 2022年8月10日  | どうして                 | デジタル・ダウンロード | -         | 『CIRCUS』     |                                          | ユニバーサルシグマ （メジャー） |
| 11th | 2022年11月9日  | PRIDE                    | デジタル・ダウンロード | -         | 『CIRCUS』     |                                          | ユニバーサルシグマ （メジャー） |
| 12th | 2023年2月15日  | ラストシーン             | デジタル・ダウンロード | -         | 『CIRCUS』     |                                          | ユニバーサルシグマ （メジャー） |
| 13th | 2023年3月15日  | 嫌嫌                     | デジタル・ダウンロード | -         | 『CIRCUS』     |                                          | ユニバーサルシグマ （メジャー） |
| 14th | 2023年4月12日  | Cantabile                | デジタル・ダウンロード | -         | 『CIRCUS』     |                                          | ユニバーサルシグマ （メジャー） |
| 15th | 2023年9月13日  | 面影                     | デジタル・ダウンロード | -         | 『CIRCUS』     |                                          | ユニバーサルシグマ （メジャー） |
| 16th | 2023年10月15日 | ODYSSEY                  | デジタル・ダウンロード | -         | 『CIRCUS』     | 会場限定シングルとしてもリリースされた。 | ユニバーサルシグマ （メジャー） |
| 17th | 2023年12月13日 | 雪の音                   | デジタル・ダウンロード | -         | 『CIRCUS』     |                                          | ユニバーサルシグマ （メジャー） |
| 18th | 2024年10月22日 | アイビー                 | デジタル・ダウンロード | -         | 未収録         |                                          | ユニバーサルシグマ （メジャー） |
| 19th | 2025年1月24日  | ワインディングロード     | デジタル・ダウンロード | -         | 未収録         |                                          | ユニバーサルシグマ （メジャー） |
| 20th | 2025年4月7日   | カノープス               | デジタル・ダウンロード | -         | 未収録         |                                          | ユニバーサルシグマ （メジャー） |

|   | 配信日        | タイトル                         | 規格                   | 規格品番 | 収録アルバム | 備考 |
| - | ------------- | -------------------------------- | ---------------------- | -------- | ------------ | ---- |
| - | 2021年7月2日  | ツキミソウ - From THE FIRST TAKE | デジタル・ダウンロード |          | 未収録       |      |
| - | 2021年7月12日 | Sunny drop - From THE FIRST TAKE | デジタル・ダウンロード |          | 未収録       |      |

#### 自主制作シングル
いずれの作品も現在は廃盤となっている。

### アルバム

#### オリジナルアルバム
|     | 発売日        | タイトル   | 規格 | 規格品番                                  | 最高位 (オリコン) | レーベル                        |
| --- | ------------- | ---------- | ---- | ----------------------------------------- | ----------------- | ------------------------------- |
| 1st | 2020年5月27日 | WONDERLAND | CD   | STNB-1000                                 | 8位               | Emperor Diver （インディーズ）  |
| 2nd | 2021年4月28日 | 開幕宣言   | CD   | UMCK-1689 (通常盤) UMCK-7110 (初回限定盤) | 6位               | ユニバーサルシグマ （メジャー） |
| 3rd | 2022年5月18日 | Assort     | CD   | UMCK-1712 (通常盤) UMCK-7165 (初回限定盤) | 9位               | ユニバーサルシグマ （メジャー） |
| 4th | 2024年4月3日  | CIRCUS     | CD   | UMCK-1763 (通常盤) UMCK-7236 (初回限定盤) | 4位               | ユニバーサルシグマ （メジャー） |

#### ミニアルバム
|     | 発売日        | タイトル | 規格 | 規格品番  | 最高位 (オリコン) | レーベル                      |
| --- | ------------- | -------- | ---- | --------- | ----------------- | ----------------------------- |
| 1st | 2018年10月3日 | SKYWALK  | CD   | EPM-10001 | 100位             | Emperor Mode （インディーズ） |
| 2nd | 2019年9月4日  | 「EN.」  | CD   | EPM-10002 | 78位              | Emperor Mode （インディーズ） |

### 映像作品
|     | 発売日         | タイトル | 規格品番                                   | 最高位 | レーベル           |
| --- | -------------- | --- | ------------------------------------------ | ------ | ------------------ |
| 1st | 2021年11月24日 | 〜新章・開幕宣言〜 Major 1st Full Album「開幕宣言」Release Tour『大阪城公園で交わした約束「2年以内にあっちで会いましょう」を実現するワンマンat大阪城ホール』 | UMBK-1302/3（DVD） UMXK-1088（Blu-ray）    | 9位    | ユニバーサルシグマ |
| 2nd | 2022年12月7日  | Novelbright LIVE tour 2022 Hope Assort tour〜『路上ライブから武道館へ』的なよくある⽬標を実現させちゃうツアー〜at ⽇本武道館公演                             | UMBK-1312/4（DVD） UMXK-1097/8（Blu-ray）  | 9位    | ユニバーサルシグマ |
| 3rd | 2024年4月3日   | 『Novelbright LIVE TOUR 2023 ～ODYSSEY～ FINAL SERIES』at 横浜アリーナ                                                                                       | UMBK-1323/5（DVD） UMXK-1109/10（Blu-ray） | 3位    | ユニバーサルシグマ |

### ミュージックビデオ
| 公開日 | 公開日   | 楽曲名                   | リンク      |
| 年     | 月日     | 楽曲名                   | リンク      |
| ------ | -------- | ------------------------ | ----------- |
| 2017年 | 1月5日   | Morning Light            | [ 動画 1 ]  |
| 2017年 | 8月13日  | Count on me              | [ 動画 2 ]  |
| 2017年 | 12月25日 | 夜空に舞う鷹のように     | [ 動画 3 ]  |
| 2018年 | 8月30日  | Walking with you         | [ 動画 4 ]  |
| 2018年 | 9月27日  | ヒカリへ                 | [ 動画 5 ]  |
| 2019年 | 8月7日   | 拝啓、親愛なる君へ       | [ 動画 6 ]  |
| 2019年 | 9月1日   | ふたつの影               | [ 動画 7 ]  |
| 2020年 | 4月21日  | 君色ノート               | [ 動画 8 ]  |
| 2020年 | 5月27日  | 夢花火                   | [ 動画 9 ]  |
| 2020年 | 6月6日   | 時を刻む詩               | [ 動画 10 ] |
| 2020年 | 7月26日  | Photo album              | [ 動画 11 ] |
| 2020年 | 8月17日  | Sunny drop               | [ 動画 12 ] |
| 2020年 | 10月23日 | bad guy                  | [ 動画 13 ] |
| 2020年 | 11月30日 | あなたを求めただけなのに | [ 動画 14 ] |
| 2020年 | 12月11日 | ツキミソウ               | [ 動画 15 ] |
| 2021年 | 2月19日  | フェアリーテール         | [ 動画 16 ] |
| 2021年 | 4月10日  | ハミングバード           | [ 動画 17 ] |
| 2021年 | 4月26日  | 愛結び                   | [ 動画 18 ] |
| 2021年 | 4月28日  | PANDORA                  | [ 動画 19 ] |
| 2021年 | 5月15日  | 開幕宣言                 | [ 動画 20 ] |
| 2021年 | 7月8日   | The Last Hope            | [ 動画 21 ] |
| 2021年 | 7月23日  | ライフスコール           | [ 動画 22 ] |
| 2021年 | 9月4日   | 優しさの剣               | [ 動画 23 ] |
| 2021年 | 10月25日 | seeker                   | [ 動画 24 ] |
| 2021年 | 11月15日 | ワンルーム               | [ 動画 25 ] |
| 2022年 | 2月23日  | The Warrior              | [ 動画 26 ] |
| 2022年 | 4月22日  | 愛とか恋とか             | [ 動画 27 ] |
| 2022年 | 5月5日   | ファンファーレ           | [ 動画 28 ] |
| 2022年 | 7月10日  | 流星群                   | [ 動画 29 ] |
| 2022年 | 8月10日  | どうして                 | [ 動画 30 ] |
| 2022年 | 11月9日  | PRIDE                    | [ 動画 31 ] |
| 2023年 | 2月15日  | ラストシーン             | [ 動画 32 ] |
| 2023年 | 3月15日  | 嫌嫌                     | [ 動画 33 ] |
| 2023年 | 4月13日  | Cantabile                | [ 動画 34 ] |
| 2023年 | 9月15日  | 面影                     | [ 動画 35 ] |
| 2023年 | 10月20日 | ODYSSEY                  | [ 動画 36 ] |
| 2023年 | 12月21日 | 雪の音                   | [ 動画 37 ] |
| 2024年 | 3月9日   | Awesome Life             | [ 動画 38 ] |
| 2024年 | 4月3日   | Sensation                | [ 動画 39 ] |
| 2024年 | 5月21日  | Empire feat. Novel Core  | [ 動画 40 ] |
| 2024年 | 8月23日  | Everywhere I Go          | [ 動画 41 ] |
| 2024年 | 10月22日 | アイビー                 | [ 動画 42 ] |

### 参加作品
| 発売日        | 楽曲名             | 規格                   | 収録先          | 備考                           |
| ------------- | ------------------ | ---------------------- | --------------- | ------------------------------ |
| 2015年6月24日 | Look up to the sky | CD                     | ENTH            |                                |
| 2024年8月23日 | Everywhere I Go    | デジタル・ダウンロード | Everywhere I Go | エリック・ナムとのコラボ楽曲。 |

## タイアップ
| 起用年 | 楽曲                     | タイアップ先                                                                                               |
| ------ | ------------------------ | --- |
| 2020年 | ランナーズハイ           | アサヒビール『アサヒスーパードライ』WEB限定CMソング                                                        |
| 2020年 | Walking with you         | ABEMA TVドラマ『恋する♥週末ホームステイ 2020春』挿入歌                                                     |
| 2020年 | また明日                 | ABEMA TVドラマ『恋する♥週末ホームステイ 2020春』挿入歌                                                     |
| 2020年 | 夢花火                   | スマートフォン向けゲーム『放置少女〜百花繚乱の萌姫たち〜』CMソング                                         |
| 2020年 | 夢花火                   | ABEMA TVドラマ『恋する♥週末ホームステイ 2020夏』主題歌                                                     |
| 2020年 | 君色ノート               | カネボウ化粧品「KATE」レッドヌードルージュWeb CMタイアップソング                                           |
| 2020年 | 君色ノート               | 仙台放送『あらあらかしこ』エンディングテーマ                                                               |
| 2020年 | 時を刻む詩               | ソニー「So-net」ブランドムービー                                                                           |
| 2020年 | 時を刻む詩               | KKB鹿児島放送『ウチカテ!!俺たちの夏 2020鹿児島県 夏季高校野球大会』テーマソング                            |
| 2020年 | スタートライン           | YouTubeドラマ『僕等の物語』主題歌                                                                          |
| 2020年 | Photo album              | ABEMA TVドラマ『恋する♥週末ホームステイ 2020夏』挿入歌                                                     |
| 2020年 | Sunny drop               | コカ・コーラゼロシュガー CMソング                                                                          |
| 2020年 | あなたを求めただけなのに | テレビ東京系ドラマ『共演NG』主題歌                                                                         |
| 2020年 | Believers                | 『がんばろう、NIPPONのDRIVERS』出光昭和シェル シェル篇 Web CMソング                                        |
| 2021年 | 青春旗                   | 『がんばろう、NIPPONのDRIVERS』出光昭和シェル 出光篇 Web CMソング                                          |
| 2021年 | ツキミソウ               | フジテレビ系『とくダネ!』2月度お天気コーナーMONTHLY SONG                                                   |
| 2021年 | フェアリーテール         | スマートフォン向け映像配信アプリ『smash.』CMソング                                                         |
| 2021年 | ハミングバード           | フジテレビ系『めざましどようび』テーマソング                                                               |
| 2021年 | PANDORA                  | AXE コラボCMソング                                                                                         |
| 2021年 | Designs of Happiness     | ニコニコチャンネル×朝日放送テレビ ライブ配信音楽番組『ON THE STREET』メインテーマソング                    |
| 2021年 | 開幕宣言                 | 岐阜放送「ぎふチャン高校野球テーマソング」                                                                 |
| 2021年 | 開幕宣言                 | 朝日放送テレビ『部活ピーポー全力応援！ブカピ！』7月～9月度オープニングテーマ                               |
| 2021年 | 時を刻む詩               | 朝日放送テレビ『部活ピーポー全力応援！ブカピ！』7月～9月度エンディングテーマ                               |
| 2021年 | ライフスコール           | KADOKAWA配給映画『犬部!』主題歌                                                                            |
| 2021年 | 優しさの剣               | テレビ朝日系・金曜ナイトドラマ『漂着者』主題歌                                                             |
| 2021年 | seeker                   | 日本テレビ系ドラマ『真犯人フラグ』主題歌                                                                   |
| 2021年 | Okey dokey!!             | チーム戦略バトルゲーム『ポケモンユナイト』タイアップソング                                                 |
| 2022年 | The Warrior              | テレビ朝日系NUMAnimation『リーマンズクラブ』オープニング主題歌                                             |
| 2022年 | 愛とか恋とか             | テレビ愛知『a-NN♪』５月度エンディングテーマ                                                                |
| 2022年 | 開幕宣言                 | 日本テレビ系『スッキリ』全国高校生ダンス部応援企画「ひとつになろう！ダンスONEプロジェクト‘22」テーマソング |
| 2022年 | PRIDE                    | テレビアニメ『弱虫ペダル LIMIT BREAK』第1クールエンディングテーマ                                          |
| 2022年 | ファンファーレ           | ABEMA『主役の椅子はオレの椅子 シーズン2』主題歌                                                            |
| 2023年 | ラストシーン             | テレビアニメ『弱虫ペダル LIMIT BREAK』第2クールオープニングテーマ                                          |
| 2023年 | Cantabile                | テレビアニメ『青のオーケストラ』オープニングテーマ                                                         |
| 2024年 | 雪の音                   | テレビアニメ『ゆびさきと恋々』オープニングテーマ                                                           |
| 2024年 | Awesome Life             | アサヒグループ食品「ミンティア」CMソング                                                                   |
| 2024年 | Sensation                | サッポロビール「サッポロ WITH BEER ホワイトエール」タイアップソング                                        |
| 2025年 | ワインディングロード     | テレビ東京系・ドラマ9『法廷のドラゴン』主題歌                                                              |

## 出演

### テレビ番組
- ON THE STREET（ABC、2021年7月4日 - 10月17日）[86]

### ラジオ番組
- アーティスト・プロデュース・スーパー・エディション（JFNC、2024年4月・2025年5月）[注 8]

### CM
- Hulu CM「音楽三銃士 Novelbright篇」[87]

## 受賞・ノミネート
| 年     | ノミネート対象 | 賞                                            | 結果 | 備考   |
| ------ | -------------- | --------------------------------------------- | ---- | ------ |
| 2017年 | Novelbright    | RO JACK for ROCK IN JAPAN FESTIVAL 2017       | 入賞 | [ 88 ] |
| 2019年 | Novelbright    | タワレコメンアワード2019 トップ20アーティスト | 受賞 | [ 89 ] |
| 2020年 | Novelbright    | 第62回日本レコード大賞 新人賞                 | 受賞 | [ 90 ] |